# Gerhard Hermanns

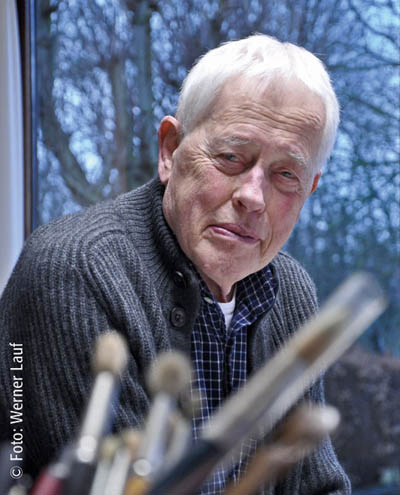
Gerhard Hermanns, 2014

Gerhard Hermanns (* 18. August 1935 in Langenfeld; † 8. Juli 2015 in Barkenholm (Dithmarschen), Schleswig-Holstein) war ein deutscher Grafiker/Holzschneider und bildender Künstler. Sein bevorzugtes Medium war der Holzschnitt/Farbholzschnitt.

## Leben
Der im Rheinland geborene Hermanns machte von 1951 bis 1954 eine Ausbildung zum Musterzeichner für Textildruck. Ab 1965 besuchte er die Werkkunstschule Dortmund und schloss 1968 dort die künstlerische Ausbildung in der freien und angewandten Grafik ab. Es entstanden erste, einfarbige Holzschnitte. Er arbeitete danach bis 1970 als Musterzeichner in der Textilindustrie.
1970 bis 1972 folgte aus gesundheitlichen Gründen eine Umschulung zum Berufsberater für Behinderte. Fünf Jahre führte er die Tätigkeit als Behindertenberater beim Arbeitsamt Iserlohn aus, von 1978 bis 1991 beim Arbeitsamt Heide in Dithmarschen, Schleswig-Holstein.
1978 erfolgte ein Umzug nach Dithmarschen an die Westküste Schleswig-Holsteins. Das Licht, die Weite und die grafische Landschaft faszinierten und inspirierten den Künstler. Neben seiner beruflichen Tätigkeit widmete er sich fortan intensiv der Technik des Farbholzschnitts im Handdruckverfahren. In den Jahren 1982 bis 2017 entstanden große Zyklen, die Hermanns in ganz Deutschland in Museen und Galerien zeigte.
Hermanns starb 2015 nach langer Krankheit. Das Dithmarscher Landesmuseum widmete ihm noch im selben Jahr post mortem eine große Jubiläums- und Gedächtnisausstellung.

## Arbeit und Werk

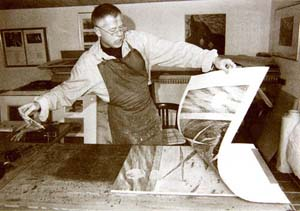
Gerhard Hermanns beim manuellen Holzdrucken in seinem Atelier, 1991

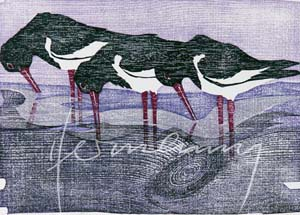
Austernfischer

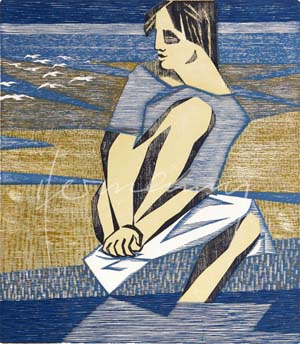
September

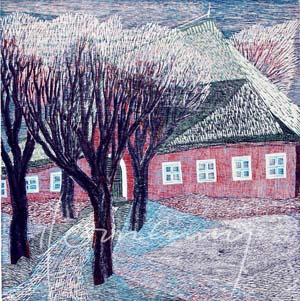
Haubarg

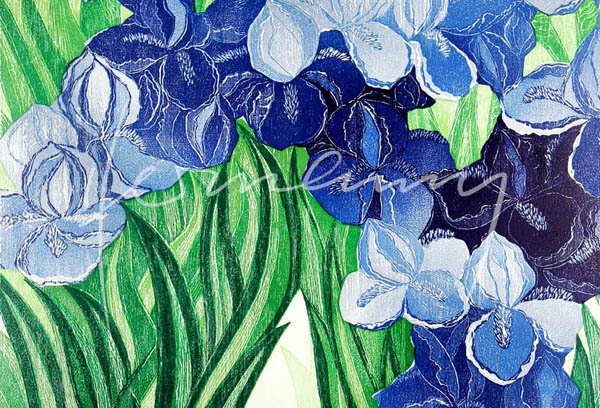
Iris

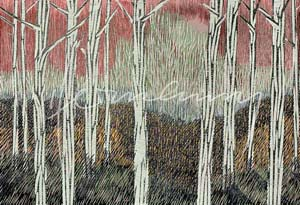
Lichtung

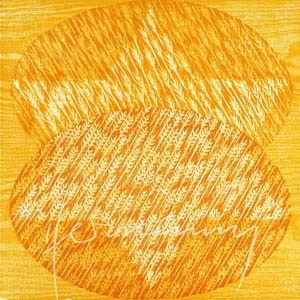
Gaia VI, Die Farbe des Korns

Helene Blum-Spicker, Mitarbeiterin des Kreismuseums Zons, beschrieb den Stil Hermanns in der Einführungsrede zur Ausstellung Letzte Landschaften 1994 wie folgt:

„Gerhard Hermanns wählte als einziges bildnerisches Medium die älteste graphische Drucktechnik, den Holzschnitt. Er entwickelte eine eigenständige Bildsprache und beherrscht die Technik des Farbholzschnitts in meisterlicher Perfektion bis hin zum Handdruck. […] Hermanns entwickelte eine einzigartige malerisch-impressionistische Bildsprache unter Ausnutzung der natürlichen Beschaffenheit der Hölzer. Es gibt bei ihm keine begrenzende Linie, keine einfarbige Fläche, keine Schwarzplatte. […] Im Detail erinnern die Strichkombinationen an Stoffstrukturen und Muster, d.h. an die ursprüngliche Tätigkeit des Künstlers als Musterzeichner.
Diese diffizile Anwendung der Holzschnitttechnik bei farbigem Druck ermöglicht eine überzeugende Darstellung atmosphärischer Phänomene, wie Regen und Dunstschleier und vergangenes Sonnenlicht, die man sonst nur im Aquarell glaubt darstellen zu können.“

Hermanns bestand darauf, dass er nicht nur Holzschneider, sondern auch Holzdrucker war, denn er entwickelte gerade auch im Handdruckverfahren eine ganz eigene Technik des Farbauftrags. Er war Meister des Farbholzschnitts. Mit bis zu 48 Farben druckte er seine teils großformatigen Blätter. Er arbeitete überwiegend in Zyklen oder größeren, zusammenhängenden Themenkreisen. Seine ersten Zyklen widmete er der Natur, der Westküste und landschaftlichen Themen, wie in „Koppel und Vorland“ und „Letzte Landschaften“. Sein Interesse an Lyrik und die bildnerische Auseinandersetzung damit führte zur intensiven Zusammenarbeit mit einigen zeitgenössischen Dichtern. Hieraus entstanden die Zyklen „Gaia“ und „Holzgesänge“. Außerdem gestaltete er zusammen mit Lyrikern wie Siegfried Marquardt und J. P. Tammen Künstlerbücher und Gedichtbände. Im Laufe seiner künstlerischen Schaffenszeit entfernte er sich immer weiter vom konkreten Naturbild hin zu verstärktem Ausdruck abstrakter Inhalte durch Form und Farbe.

### Koppel und Vorland (1982 bis 1987)
Der Zyklus umfasst 56 Farbholzschnitte, die im Handdruck gefertigt wurden. Koppel und Vorland ist eine bildnerische Auseinandersetzung mit der eigentümlichen Ästhetik der Westküste Schleswig-Holsteins, insbesondere Dithmarschens. Er umfasst fünf verschiedene Themenbereiche: Monatsbilder, Kutter und Warften, Flora und Fauna, Begegnungen, Ausklang.

### Letzte Landschaften (1987 bis 1991)
Die 100 Farbholzschnitte zum Zyklus „Letzte Landschaften“ wurden in den Jahren 1987 bis 1991 im Handdruck erstellt. Der Zyklus thematisiert die Zerstörung der Umwelt und den schleichenden Verfall von Kulturlandschaft (s. Meine Holzwege durchs Katinger Watt im Katalog „Letzte Landschaften“, Kataloge der Museen in Schleswig-Holstein). Der Zyklus umfasst 10 Hauptmotive und 13 Themenmotive mit jeweils zwei bis drei sogenannten Destruktionen. Die Zerstörung der Natur setzte Hermanns nicht nur in den Bildmotiven um, sondern er wandte bei der Herstellung der Druckplatten überwiegend die Holzschnitt-Technik des „verlorenen Stocks“ an. Die Druckstöcke der Themenmotive wurden für jede Destruktion weiter bearbeitet oder reduziert und wieder gedruckt, und dadurch gleichzeitig unwiederbringlich zerstört.

### Gaia (1994 bis 1997)
Der Zyklus mit 44 Farbholzschnitten entstand in den Jahren 1994 bis 1997 durch eine Zusammenarbeit mit dem Lyriker Siegfried Marquardt, Bremen. Es war ein künstlerischer Dialog zwischen Sprachbildern und Bildersprache. Themen dieser Zusammenarbeit waren: Licht, Farbe, Leben. Zu 10 Gedichten des Lyrikers, jeweils bezogen auf eine bestimmte Farbe, entstanden folgende Farbholzschnitte:
- 10 kleinformatige Grafiken mit Lyrik als Faltblatt in 10 verschiedenen Farbräumen
- 24 mittelgroße Formate, jeweils 3 Motive zu jeder Farbe
- 10 große Formate als Metamorphosen zu jedem Farbraum

### Holzgesänge (1999 bis 2007)
Der Zyklus entstand in der Zeit von 1999 bis 2007. Er umfasst 25 Farbholzschnitte zu süd- und osteuropäischer Lyrik von durchweg zeitgenössischen Autoren (entnommen überwiegend aus „Buch der Ränder“, Wieser-Verlag).

## Öffentliche Sammlungen
Holzschnitte von Gerhard Hermanns befinden sich in folgenden Sammlungen und öffentlichen Institutionen:
- Spendhaus, Kunstmuseum Reutlingen/Baden-Württemberg: »GAIA« kompletter Zyklus (43 Werke und Skizzen und 16 Druckstöcke); »Hommagen« kompletter Zyklus (17 Werke und Skizzen und 3 Druckstöcke)[5]

- Schleswig-Holsteinische Landesmuseen Schloss Gottorf, Schleswig/Schleswig-Holstein: »GAIA« kompletter Zyklus (43 Werke)[6]

- Dithmarscher Landesmuseum, Meldorf/Schleswig-Holstein: »Koppel und Vorland« kompletter Zyklus (56 Werke); weitere Werke und Jahreskarten

- Künstlermuseum Heikendorf-Kieler Förde, Heikendorf-Kiel/Schleswig-Holstein: Westküsten-Motive aus verschiedenen Zyklen (32 Werke)[7]

- Serbische Nationalbibliothek, Belgrad/Serbien: »Holzgesänge« kompletter Zyklus (25 Werke); 3 »Einblattdrucke« und Skizzen

- Schleswig-Holsteinische Landesbibliothek, Kiel/Schleswig-Holstein: »Holzgesänge« Zyklus (WerkNrn. 010-034) und Skizzen; div. »Lesezeichen«/»Einblattdrucke« und Skizzen; Künstlerbuch „Das Land. Das Meer. Das Ohr des Wetterfühlers“, Tammen/Hermanns; Künstlerbuch »Mona – meine Geige«

- Nationalpark-Haus Museum Fedderwardersiel, Butjadingen/Niedersachsen: »Letzte Landschaften« kompletter Zyklus (100 Werke)

- Herzog August Bibliothek, Wolffenbüttel/Niedersachsen: Künstlerbuch »Das Land. Das Meer. Das Ohr des Wetterfühlers«, Tammen/Hermanns

## Ausstellungen (Auswahl)
- 1985: Koppel und Vorland. Kreismuseum Zons, Dormagen (Gemeinschaftsausstellung)
- 1986: Koppel und Vorland. Dithmarscher Landesmuseum, Meldorf
- 1986: Koppel und Vorland. Kulturbrücke der Stadt Bochum
- 1988: Koppel und Vorland. Küstenmuseum Juist
- 1988: Koppel und Vorland. Schleswig-Holsteinische Landesbibliothek, Kiel
- 1988: Koppel und Vorland. Nordfriesisches Museum, Husum
- 1993: Letzte Landschaften. Kreismuseum Prinzenhof, Itzehoe
- 1994: Letzte Landschaften. Ostholstein-Museum, Eutin
- 1994: Letzte Landschaften. Kreismuseum Zons, Dormagen
- 1997: GAIA. Dithmarscher Landesmuseum, Meldorf
- 2000: GAIA. Literaturhaus Bremen
- 2004: Holzgesänge. Deutsche Welle Bonn
- 2006: Koppel und Vorland. Dithmarscher Landesmuseum, Meldorf
- 2006: Tulpe. Gruppenausstellung, Kreismuseum Zons, Dormagen
- 2007: Holzgesänge. Galerie am Wehlhamm, Butjadingen[8]
- 2007: Vom Baum zum Bild (Sechs Norddeutsche Holzschneider auf Wanderschaft) Kunstverein Heide (Gemeinschaftsausstellung)[9]
- 2008: Letzte Landschaften. Küstenmuseum Nationalparkhaus Fedderwardersiel[10]
- 2012: 4 Menschen – 4 Meinungen. Kunstverein Husum (mit Daniela Wehrmeier, Wolfgang Wehrmeier, Gudrun Wolff-Scheel)[11]
- 2015: Koppel und Vorland. Dithmarscher Landesmuseum, Meldorf[12]
- 2015: Vergänglichkeit und andere Schönheiten. Künstlermuseum Heikendorf (mit Daniela Wehrmeier, Wolfgang Wehrmeier)[13]
- 2018: Wer im Glashaus sitzt... (Gemeinschaftsausstellung, Kunstgriff) Artelier Alte Schule Tiebensee im Glashaus Schülp[14][15][16]
- 2022: Zwischen den Gezeiten (Gemeinschaftsausstellung, Kunstgriff) im Artelier Alte Schule Tiebensee[17][18]
- 2023: Holzgesänge. (Ausstellung anlässlich der Schenkung) Serbische Nationalbibliothek, Belgrad/Serbien[19][20][21][22][23]